# Janko Bobetko
Janko Bobetko, född 10 januari 1919 i Crnac (del av Sisak), död 29 april 2003 i Zagreb, var en kroatisk general. Bobetko blev medlem av Jugoslaviens kommunistförbund 1938. Hans militära karriär började under andra världskriget. Han var en av grundarna av den första antifascistiska militärenheten under andra världskriget i Jugoslavien. Efter kriget gjorde Babetko karriär i Jugoslaviska folkarmén (JNA). Under det kroatiska självständighetskriget 1992-1995 var han överbefälhavare över de kroatiska styrkorna.
1992 blev Bobetko chef för den kroatiska arméns generalstab. Han tjänstgjorde i denna egenskap fram till sin pensionering 1995.
Bobetko åtalades för krigsförbrytelser av Internationella krigsförbrytartribunalen för det forna Jugoslavien men dog innan han kunde ställas inför rätta; en senare dom i ett annat fall fann honom skyldig till brott i Bosnien och Hercegovina, men domen upphävdes efter överklagande.

## Biografi
Bobetko föddes i byn Crnac, Sisak i Kungariket Jugoslavien. Han studerade vid veterinärfakulteten vid Universitetet i Zagreb, men kroatiska pronazistiska myndigheter stängde av honom från universitetet i början av andra världskriget för hans antifascistiska åsikter.

### Andra världskriget och karriären i den jugoslaviska armén
I juli 1941 gick han med i en antifascistisk enhet, den första partisanavdelningen i Sisak. Med dem kämpade Bobetko 1941–1945. Hans far och tre bröder dödades av den nazistiska Ustasja.  Han skadades svårt i Dravograd i Slovenien, men överlevde och blev sedan officer i den jugoslaviska folkarmén (JNA).
Under efterkrigstiden tog han examen från den jugoslaviska folkarméns militärakademi och steg till generallöjtnant. Under Kroatiska våren i början av 1970-talet ville han ha större autonomi för Kroatien i Jugoslavien, och degraderades och avskedades från JNA 1972 efter Titos tillslag mot förmodade separatister och nationalister i delar av det forna Jugoslavien.

### Tjänst i det självständiga Kroatien
Efter det kroatiska parlamentsvalet 1990 vägrade Bobetko att acceptera posten som försvarsminister. Hans inblandning i det kroatiska självständighetskriget började i Banovina och fortsatte på sydfronten, där han tog kommandot den 10 april 1992. Den 20 november 1992 utsågs Bobetko till chef för generalstaben för de väpnade styrkorna i Republiken Kroatien.
Under Operation Medak pocket, 1993, mot serbiska fästen i Serbiska republiken Krajina som kontrollerade staden Gospić, anklagades de kroatiska soldaterna för att ha begått brott mot mänskligheten och brutit mot krigets lagar, vilket Bobetko förnekade. I sin memoarbok från 1996, All my Battles, som innehöll många militära kartor och kommandon, skrev han att handlingen – som syftade till att stoppa det serbiska bombardemanget av Gospić – "var lysande".
Bobetko hade status som en helt rörelsehindrad person,  både på grund av den benskada han ådrog sig under andra världskriget, och senare av hjärtfel 1994. På grund av detta lades han in på sjukhus 1995 under Operation Blixt. Omfattningen av hans funktionshinder ifrågasattes vid ett tillfälle av försvarsministeriet, men det återinfördes senare helt genom ett domstolsbeslut.
Den 15 juli 1995, strax före Operation Storm, ersatte president Franjo Tuđman formellt Bobetko som generalstabschef med Zvonimir Červenko. Senare samma år valdes han i det kroatiska parlamentsvalet 1995 på Kroatiska demokratiska unionens (HDZ) vallista och var parlamentsledamot fram till 1999.
År 2000 var Bobetko den mest framstående undertecknaren av De tolv generalernas brev, där politiker, regering och medier anklagades för att utsätta krigsveteraner för förnedrande behandling. I september 2002 åtalade Internationella krigsförbrytartribunalen för det forna Jugoslavien Bobetko. Han var den högsta kroatiske officeren som eftersöktes till tribunalen. Bobetko vägrade att acceptera åtalet eller att överlämna sig till domstolen, och hävdade att åtalet ifrågasatte legitimiteten för hela den militära operationen. Krisen fördjupades när den allmänna opinionen i Kroatien uttryckte stöd för Bobetko, och den kroatiska regeringen under SDP-HSLS-koalitionen hade svårt att inta en entydig ståndpunkt huruvida Bobetko skulle utlämnas eller inte.
Vid den tiden var Bobetko redan allvarligt sjuk. År 2002 stoppade Storbritannien sin ratificeringsprocess för Kroatiens stabiliserings- och associeringsavtal med Europeiska unionen på grund av den kroatiska regeringens hantering av fallet Bobetko.
Bobetko dog 2003, 84 år gammal, innan något slutgiltigt beslut fattades om hans utlämning.
Problemet med Kroatiens fördragsratificering åtgärdades 2004.
I maj 2013 fann Internationella krigsförbrytartribunalen för det forna Jugoslavien i den första instansens dom mot Jadranko Prlić att Bobetko hade deltagit i de kriminella operationerna mot den icke-kroatiska befolkningen i Bosnien och Hercegovina. I juli 2016 tillkännagav överklagandekammaren i målet att "rättegångskammaren inte drog några uttryckliga slutsatser om [Bobetkos och andras] ansvar för krigsbrott  och fann [dem] icke skyldiga."

## Utmärkelse
Stora kung Petar Krešimir IV:s orden.

## Död
Bobetko dog 2003, 84 år gammal, innan något slutgiltigt beslut hade fattats om hans utlämning.